# ウィリアム・ヴィリアーズ (第3代ジャージー伯爵)

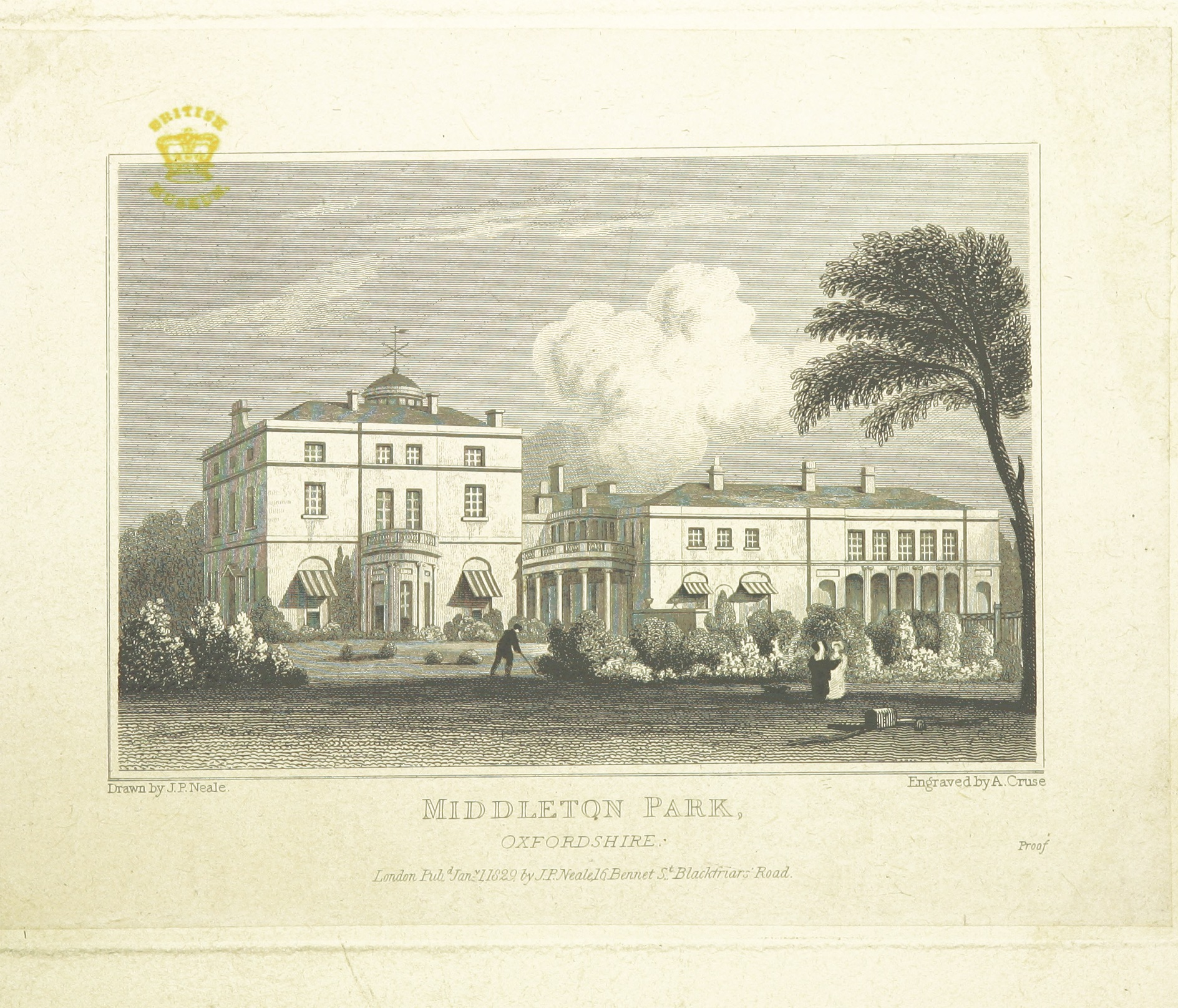
1830年頃のミドルトン・パーク

第3代ジャージー伯爵および第6代グランディソン子爵ウィリアム・ヴィリアーズ（英語: William Villiers, 3rd Earl of Jersey, 6th Viscount Grandison PC、1707年 – 1769年8月28日）は、イギリスの貴族、政治家。ヴィリアーズ家出身。

## 生涯
第2代ジャージー伯爵ウィリアム・ヴィリアーズとジュディス・ハーン（Judith Herne）の長男として生まれ、1721年7月13日に父が死去するとジャージー伯爵の爵位を継承した。
1739年に捨子養育院が創設されると、その初代総裁の1人になった。また、1740年から1746年まで南トレント巡回裁判官を務めた。1746年1月、枢密顧問官に任命された。1766年に親族の初代グランディソン伯爵ジョン・ヴィリアーズが死去すると、グランディソン伯爵の爵位は断絶したが、同時に保有していたグランディソン子爵の爵位は第3代ジャージー伯爵が継承した。
1769年8月28日に死去、長男が早世したため次男ジョージが爵位を継承した。

## 家族

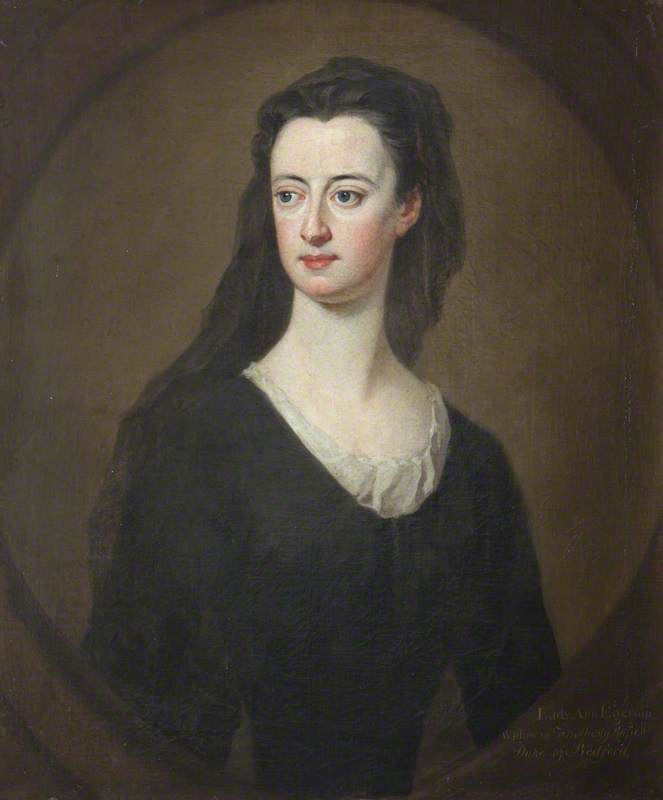
ゴドフリー・ネラーによるアン・エジャートンの肖像画

1733年6月23日、アン・エジャートン（1762年没、初代ブリッジウォーター公爵スクループ・エジャートンの娘）と結婚、2男をもうけた。
- フレデリック・ウィリアム（1734年3月25日 – 1742年） - 早世、1742年10月11日に埋葬
- ジョージ（英語版）（1735年 – 1805年） - 第4代ジャージー伯爵